# Rubén Belima
Rubén Belima Rodríguez (Madrid, 1992. február 11. –) spanyol–egyenlítői-guineai nemzetiségű, egyenlítői-guineai válogatott labdarúgó, a Móstoles középpályása.

## Pályafutása
Fiatalon a FC Torrevieja csapatában nevelkedett, ahol a 2009-ben 7 alkalommal a felnőtt csapatban is pályára lépett. Ezt követően került a Real Madrid akadémiájára. 2011 és 2013 között a Real Madrid C csapatában szerepelt, majd ezt követően 2013-tól a Castilla játékosa lett.
2013 augusztusában meghívott kapott az Egyenlítői-guineai labdarúgó-válogatottba a Gaboni labdarúgó-válogatott elleni mérkőzésre, de felfüggesztették. November 16-án debütált az Egyenlítői-guineai labdarúgó-válogatottban a Spanyol labdarúgó-válogatott elleni barátságos mérkőzésen, de ezt a Nemzetközi Labdarúgó-szövetség nem ismerte el. Hivatalos debütálása 2014 májusában a Mauritániai labdarúgó-válogatott elleni 2015-ös afrikai nemzetek kupája selejtező mérkőzésen volt.

## Család
Apja Bata városában Egyenlítői-Guineában született, ezért jogosult játszani az Egyenlítői-guineai labdarúgó-válogatottban.

## Külső hivatkozások
- Rubén Belima adatlapja a Soccerway oldalon (angolul)
- Transfermarkt profil
- Futbolme profil